# Oregon (Illinois)
Oregon is een plaats (city) in de Amerikaanse staat Illinois, en valt bestuurlijk gezien onder Ogle County.

## Demografie
Bij de volkstelling in 2000 werd het aantal inwoners vastgesteld op 4060. In 2006 is het aantal inwoners door het United States Census Bureau geschat op 4173, een stijging van 113 (2,8%).

## Geografie
Volgens het United States Census Bureau beslaat de plaats een oppervlakte van 5,5 km², waarvan 5,3 km² land en 0,2 km² water. Oregon ligt op ongeveer 216 m boven zeeniveau.
Oregon ligt aan de Rock River, een zijrivier van de Mississippi met een lengte van naar schatting 459 kilometer.

## Plaatsen in de nabije omgeving
De onderstaande figuur toont nabijgelegen plaatsen in een straal van 20 km rond Oregon.